# Gotthard (album)
Gotthard è l'album di debutto dell'eponima rock band svizzera Gotthard, pubblicato nel  marzo del 1992 dalla BMG/Ariola.
L'album è stato prodotto da Chris von Rohr, in precedenza noto come bassista dei Krokus, il quale lavorerà anche in diversi album successivi dei Gotthard. Nei brani Firedance e Get Down appare come ospite speciale Vivian Campbell, diventato in quel periodo chitarrista dei Def Leppard.
La copertina si rifà al volto della Sindone di Torino ed è stata distribuita in tre versioni differenti: colore verde (quella più diffusa), rosso e blu.
L'album ha raggiunto il quinto posto della classifica svizzera ed è stato certificato disco di platino per le vendite.

## Tracce
Tutte le canzoni sono state composte da Steve Lee e Leo Leoni, eccetto dove indicato.
1. Standing in the Light – 3:54
2. Downtown – 3:04
3. Firedance – 6:12 (Lee, Leoni, Chris von Rohr)
4. Hush – 4:04 (Joe South)
5. Mean Street Rocket – 3:53 (Lee, Leoni, von Rohr)
6. Get Down – 3:22 (von Rohr, Mauser)
7. Take Me – 3:43
8. Angel – 5:31 (Lee, Leoni, Marc Lynn)
9. Lonely Heartache – 3:45
10. Hunter – 4:13
11. All I Care For – 3:09
12. That's It (strumentale) – 1:16 – solo nell'edizione CD

- La traccia 4 è stata originariamente registrata da Billy Joe Royal

## Formazione
- Steve Lee – voce
- Leo Leoni – chitarre
- Marc Lynn –  basso
- Hena Habegger –  batteria

### Altri musicisti
- Neil Otupacca – tastiere
- Pat Regan – tastiere
- Vivian Campbell – chitarra principale in Firedance e Get Down
- Theo Quadri – secondo chitarrista durante il tour

## Classifiche

### Classifiche settimanali
| Classifica (1992) | Posizione massima |
| ----------------- | ----------------- |
| Svizzera          | 5                 |

### Classifiche di fine anno
| Classifica (1992) | Posizione |
| ----------------- | --------- |
| Svizzera          | 8         |